# Baldface-Mountain-Vulkanfeld
Das Baldface-Mountain-Vulkanfeld ist ein Vulkanfeld im Central Interior der kanadischen Provinz British Columbia. Es liegt etwa 25 km östlich der Itcha Range auf dem Chilcotin Plateau. Das Vulkanfeld besteht aus acht Vulkankegeln, deren höchster der Baldface Mountain ist. Es ist eines der Vulkanfelder im Anahim-Vulkangürtel; das andere ist das Satah-Mountain-Vulkanfeld, welches sich südlich der Itcha Range erstreckt.:4–8

## Vulkanische Objekte
Alle Objekte der folgenden Tabelle sind der Publikation von Kuehn et al. (2015) entnommen.
| Name              | Landform                    | Gesteinstyp        | Alter (Ma) | Koordinaten           |
| ----------------- | --------------------------- | ------------------ | ---------- | --------------------- |
| -                 | Schlackenkegel              | -                  | -          | 52° 44′ N, 124° 34′ W |
| -                 | Schlackenkegel              | Trachybasalt       | 2,43       | 52° 43′ N, 124° 33′ W |
| -                 | Erodierter Vulkankegel      | Basanit            | 1,37       | 52° 44′ N, 124° 29′ W |
| -                 | Erodierter Vulkankegel      | Basalt             | -          | 52° 42′ N, 124° 30′ W |
| -                 | Erodierter Vulkankegel      | Hawaiit            | 0,91       | 52° 44′ N, 124° 29′ W |
| Baldface Mountain | Polygenetischer Vulkankegel | Trachyt, Phonolith | 2,52–2,37  | 52° 32′ N, 124° 45′ W |
| -                 | Schlackenkegel              | Trachybasalt       | 2,22       | 52° 39′ N, 124° 27′ W |
| Whitetop Mountain | Erodierter Vulkankegel?     | -                  | -          | 52° 39′ N, 124° 33′ W |